# 강서동 (청주시)
강서동(江西洞)은 충청북도 청주시 흥덕구의 동이다. 행정동은 강서1동과 강서2동으로 나뉜다.

## 역사
- 조선시대 충청도 청주군 서강내일상면(四江內一上面)·서강내일하면(四江內一下面)
- 1895년 음력 윤5월 1일 공주부 청주군[1]
- 1896년 8월 4일 충청북도 청주군[2]
- 1914년 4월 1일 서강내일상면·서강내일하면을 강서면으로 통합하였다.[3] (21리)

| 조선총독부령 제111호 | |
| 구 행정 구역 | 신 행정 구역                                                                                        |
| 청주군 서강내일하면 동촌리/내거리/신흥리 일부/신기리 일부, 동원리/지서리/신기리 일부/비하동 일부, 도동/동양리/주봉리 일부/반송리 일부/비하동 일부, 중암리/석담리/봉산리/호암리/반송리 일부/주봉리 일부, 신동/은곡/신촌리 일부, 강상리/부동/정상리, 추동/소정리/현암리 일부, 현암리 일부/고락리/이교리 일부, 오룡리/현암리 일부 | 강서면 서촌리, 지동리, 비하리, 용정리, 휴암리, 수의리, 신전리, 현암리, 동막리                       |
| 청주군 서강내일상면 중신리/하신리, 평리/(서강내일하면)신흥리 일부, 신성리, 향정리/(서주내면)향정리, 상신리/원평리 일부, 남촌리, 남촌/왕암리 일부, 내곡리, 말골/왕암리/산기리, 원평리 일부/문암리 일부/(서주내면)원평리, 문암리 일부/(서주내면)문암리, 신정리/화계리/(서강내일상면)화계리 일부                                  | 강서면 신대리, 평리, 신성리, 향정리, 상신리, 남촌리, 외북리, 내곡리, 화계리, 원평리, 문암리, 송절리 |
- 1946년 6월 1일 충청북도 청원군 강서면[4]
- 1973년 7월 1일 청원군 남이면 석곡리를 강서면에 편입하였다.[5] (22법정리)
- 1983년 2월 15일 청원군 강서면 일원, 강내면 석소리를 청주시로 편입하고,[6] 행정동 강서1동, 강서2동으로 개편하였다. (강서1동: 11법정동, 강서2동: 12법정동)

| 청주시 조례 제1051호 |                                                                                                   |
| 신 행정 구역         |                                                                                                   |
| 청주시 강서1동       | 강서동(구 용정리), 석곡동, 휴암동, 신전동, 현암동, 동막동, 수의동, 지동동, 서촌동, 비하동, 석소동 |
| 청주시 강서2동       | 신성동, 평동, 신대동, 남촌동, 내곡동, 상신동, 원평동, 문암동, 송절동, 화계동, 외북동, 향정동      |
- 1987년 1월 1일 청원군 강내면 정봉리, 신촌리를 청주시에 편입하여[7] 강서1동 관할에 두었다.[8] (강서1동: 13법정동)
- 1995년 1월 1일 충청북도 청주시 흥덕구[9]

## 법정동

### 강서1동
| 법정동   | 한자명 | 통                            | 비고            |
| -------- | ------ | ----------------------------- | --------------- |
| 강서동   | 江西洞 | 1~4, 30~32, 47통              | 동주민센터      |
| 석곡동   | 石谷洞 | 5~6통                         |                 |
| 휴암동   | 休岩洞 | 7통                           |                 |
| 신전동   | 薪田洞 | 8통                           |                 |
| 현암동   | 玄岩洞 | 9~10통                        |                 |
| 동막동   | 東幕洞 | 11~12통                       |                 |
| 수의동   | 守儀洞 | 13~14통                       |                 |
| 지동동   | 池東洞 | 15~16, 22통                   |                 |
| 서촌동   | 西村洞 | 17~19통                       |                 |
| 비하동   | 飛下洞 | 20~21, 23~25, 27, 32~46, 48통 |                 |
| 석소동   | 石所洞 | 26통                          | 흥덕구청 소재지 |
| 정봉동   | 丁峰洞 | 28통                          |                 |
| 신촌동   | 新村洞 | 29통                          |                 |
| 13법정동 |        | 48통                          |                 |

### 강서2동
| 법정동   | 한자명 | 통      | 비고       |
| -------- | ------ | ------- | ---------- |
| 신성동   | 新城洞 | 1통     |            |
| 평동     | 坪洞   | 2통     |            |
| 신대동   | 新垈洞 | 3~4통   |            |
| 남촌동   | 南村洞 | 5통     |            |
| 내곡동   | 內谷洞 | 6통     |            |
| 상신동   | 上新洞 | 7통     |            |
| 원평동   | 院坪洞 | 8~9통   |            |
| 문암동   | 文岩洞 | 10통    |            |
| 송절동   | 松節洞 | 11~12통 | 동주민센터 |
| 화계동   | 花溪洞 | 13통    |            |
| 외북동   | 外北洞 | 14통    |            |
| 향정동   | 香亭洞 | 15~16통 |            |
| 12법정동 |        | 16통    |            |

## 교육 기관
| 학교명           | 소재지                           | 비고                                                  |
| ---------------- | -------------------------------- | ----------------------------------------------------- |
| 강서초등학교     | 흥덕구 비하로9번길 38 (비하동)   |                                                       |
| 서촌초등학교     | 흥덕구 동촌로 126 (서촌동)       |                                                       |
| 청주내곡초등학교 | 흥덕구 송화로214번길 30 (송절동) | 2019년 현 위치 이전 구 교사: 흥덕구 내곡로 6 (내곡동) |
| 현암초등학교     | 흥덕구 수의로 221 (현암동)       | 1999년 폐교 現 충북 학생롤러스케이트장                |
| 송절중학교       | 흥덕구 송절로 81 (송절동)        |                                                       |

## 아파트
| 단지명                           | 건설사                      | 시행사                                            | 주소                          | 입주               | 비고 |
| -------------------------------- | --------------------------- | ------------------------------------------------- | ----------------------------- | ------------------ | ---- |
| 서청주 파크자이                  | 지에스건설㈜                | ㈜우진디앤씨                                      | 2순환로 1106 (비하동)         | 2019년 9월         |      |
| 비하리슈빌 1차                   | 계룡건설산업                | 리드산업개발㈜                                    | 가로수로1131번길 101 (비하동) | 2006년 9월         |      |
| 비하리슈빌 2차                   | 계룡건설산업                | ㈜디오픈                                          | 비하로57번길 37 (비하동)      | 2009년 11월        |      |
| 가경아이파크 5단지               | 현대산업개발                | 현대산업개발                                      | 서부로 1123 (강서동)          | 2023년 2월         |      |
| 테크노폴리스 우미 린             | 우미건설 우미토건㈜         | 심우건설㈜                                        | 송화로214번길 29 (송절동)     | 2018년 7월         |      |
| 테크노폴리스 푸르지오            | 대우건설                    | 대우건설                                          | 송화로214번길 7 (송절동)      | 2018년 11월        |      |
| 테크노폴리스 지웰 푸르지오       | 대우건설                    | ㈜신영                                            | 송화로 229 (문암동)           | 2022년 5월         |      |
| 테크노폴리스 지웰푸르지오 센트럴 | 대우건설                    | ㈜신영                                            |                               | 2027년 1월 (예정)  |      |
| 테크노폴리스 지웰                | 우미건설 정우건설㈜         | ㈜신영                                            | 송화로108번길 42 (송절동)     | 2020년 1월         |      |
| 테크노폴리스 힐데스하임          | 원건설㈜                    | ㈜대한개발                                        |                               | 2025년 10월 (예정) |      |
| 테크노폴리스 힐데스하임 더원     | 원건설㈜ ㈜원건설산업       | 원건설㈜ ㈜청주테크노폴리스에스쓰리피에프브이     |                               | 2028년 1월 (예정)  |      |
| 테크노폴리스 아테라 8블록        | 금호건설 ㈜산하에코종합건설 | ㈜산하이앤씨 ㈜청주테크노폴리스주택개발피에프브이 |                               | 2027년 8월 (예정)  |      |
| 테크노폴리스 아테라 7블록        | 금호건설 ㈜산하에코종합건설 | ㈜산하이앤씨 ㈜청주테크노폴리스주택개발피에프브이 |                               | 2028년 2월 (예정)  |      |
| 테크노폴리스 우방아이유쉘 2블록  | 티케이케미칼㈜ 건설부문     | 티케이케미칼㈜ 건설부문                           |                               | 2018년 11월        |      |
| 테크노폴리스 우방아이유쉘 3블록  | 에스엠상선㈜ 건설부문       | 에스엠상선㈜ 건설부문                             |                               | 2018년 11월        |      |